# Kodersdorf
Kodersdorf är en kommun och ort i Landkreis Görlitz i förbundslandet Sachsen i Tyskland. Kommunen har cirka 2 300 invånare.
Kommunen ingår i förvaltningsområdet Weißer Schöps/Neiße tillsammans med kommunerna Horka, Neißeaue och Schöpstal.